# Haïg Kaldjian
Haïg Kaldjian (arménien : Հայկ Գալճեան), né le 23 novembre 1890 à Van (Empire ottoman) et mort le 17 mai 1962 à Paris, est un médecin et militant communiste arménien immigré en France.

## Biographie
Il meurt le 17 mai 1962 à Paris.

## Publications
- (hy) Ոդիսեւս աքսորական : Յուշեր [« Odyssée d'un exilé, souvenirs »], Erevan, Nor-Dar,‎ 2004, 604 p. (ISBN 978-9994135240)